# قياس (قضية)
القضايا التي قياساتها معها هي ما يحكم العقل فيه بواسطة لا تغيب عن الذهن عند تصور الطرفين؛ كقولنا «الأربعة زوج»، بسبب وسط حاضر في الذهن، وهو الانقسام بمتساويين. والوسط ما يقترن بقولنا «لأنه»، حين يقال «لأنه كذا». وتسمى قياسات.